# Zasada bezpośredniości
Zasada bezpośredniości – jedna z naczelnych zasad postępowania karnego, stanowiąca dyrektywę skierowaną do organów procesowych. W polskim postępowaniu procesowym składają się na nią zasada wyłączności rozprawy wynikająca z art. 410 k.p.k., czyli nakaz opierania orzeczeń sądu na podstawie całości materiału dowodowego zgromadzonego w trakcie rozprawy głównej oraz dwa aspekty: formalny i materialny. Aspekt formalny sprowadza się do tego, że organ procesowy powinien osobiście zetknąć się z materiałem dowodowym. Aspekt materialny nakazuje ustalać przebieg wydarzeń na podstawie dowodów pierwotnych, czyli pochodzących od źródła mającego bezpośredni kontakt z relacjonowanym faktem. Przeciwieństwem takich dowodów są dowody pochodne, czyli takie, które już przeszły przez kilka źródeł.
Omawiana zasada nie jest wprost wyrażona w polskim Kodeksie postępowania karnego, jednak jest bezspornie uznawana za naczelną zasadę procesową w orzecznictwie polskich sądów powszechnych oraz przez przedstawicieli nauki polskiego procesu karnego. Jest ona wyinterpretowywana z kilku przepisów Kodeksu postępowania karnego. Art. 7 k.p.k. nakazuje swobodne kształtowanie przekonania na podstawie wszystkich dowodów uwzględniając m.in. wskazania wiedzy i doświadczenia życiowego, które to przyznają prymat dowodom pierwotnym. Kolejnym przepisem wskazującym na pierwszeństwo stosowania dowodów pierwotnych jest art. 174 k.p.k. ustanawiający zakaz zastępowania wyjaśnień oskarżonego i zeznań świadka treścią pism, zapisków i notatek urzędowych, co jest dowodem pochodnym. Treść art. 92 i 410 k.p.k. nakazuje organom i sądowi opieranie swoich rozstrzygnięć na całokształcie okoliczności ustalonych w toku postępowania.
Od zasady bezpośredniości istnieje szereg odstępstw dopuszczających stosowanie dowodów pochodnych. Są to wymienione w art. 389, 391–393a k.p.k. sytuacje, w których dopuszczalne jest odczytywanie protokołów wyjaśnień oskarżonego, zeznań świadka, innych dokumentów mających znaczenie dla sprawy jak np. protokoły oględzin, zatrzymania rzeczy, opinie biegłych, dane o karalności, wyniki wywiadu środowiskowego oraz odczytanie stenogramu i odtworzenie nagrań audiowizualnych.